# 제미니 3호
제미니 3호(영어: Gemini 3)는 미국의 유인 우주 비행 계획인 제미니 계획으로 발사된 우주선이다. 제미니 우주선으로서는 3번째 우주선이며, 1965년 3월 23일 발사되었다. 이전의 제미니 1호와 제미니 2호는 무인 시험기였지만, 제미니 3호는 제미니 계획에서는 처음으로 유인 발사되었다.

## 승무원
- 버질 그리섬 - 선장
- 존 영 - 파일럿

### 백업 승무원
- 발터 시라 - 선장
- 토머스 스태퍼드 - 파일럿

### 본래 승무원
- 앨런 셰퍼드 - 선장
- 토머스 스태퍼드 - 파일럿

※ 제미니 3호의 승무원은 1964년 말 본래 선장이었던 앨런 셰퍼드의 한쪽 귀에 내이 질환이 생겨 교체되었다.

## 개요
제미니 1호와 2호에 의해서 기본 성능이 확인된 제미니 우주선은, 제미니 3호로 제미니 계획으로서는 처음으로 유인 발사를 행하게 되었다. 호출 부호는 머큐리-레드스톤 4호에서의 버질 그리섬의 실패를 반복하지 않기를 기원하기 위해 몰리 브라운(The Unsinkable Molly Brown(가라않지 않는 몰리 브라운); 타이타닉 호의 침몰에 조우한 여성이 모델인 뮤지컬)이라고 지었다. 제미니 3호는, 추진기를 사용한 궤도 변경 시험 등이 주 임무였다.
1965년 3월 23일 14:24:00 UTC에 케이프커내버럴 공군 기지 LC-19 발사대에서 타이탄 II GLV로 발사되었다. 궤도 상의 시험에서는, 추진기의 작동이 약간 부진했지만, 큰 문제는 없이 3회의 궤도 변경을 실시하였다. 궤도 변경에 의해 근지점 72 km까지 강하해 역분사를 행하지 않아도 대기권 재돌입을 행할 수 있는 상태였다. 제미니 3호의 비행 시간은 4시간 52분이었다. 제미니 3호는 플로리다반도 인근의 서대서양에 착수했다. 미국 해군의 항공모함 USS 인트레피드 호에 의해서 회수되었다. 제미니 3호는 버질 그리섬의 고향인 인디애나주에 전시되고 있다.

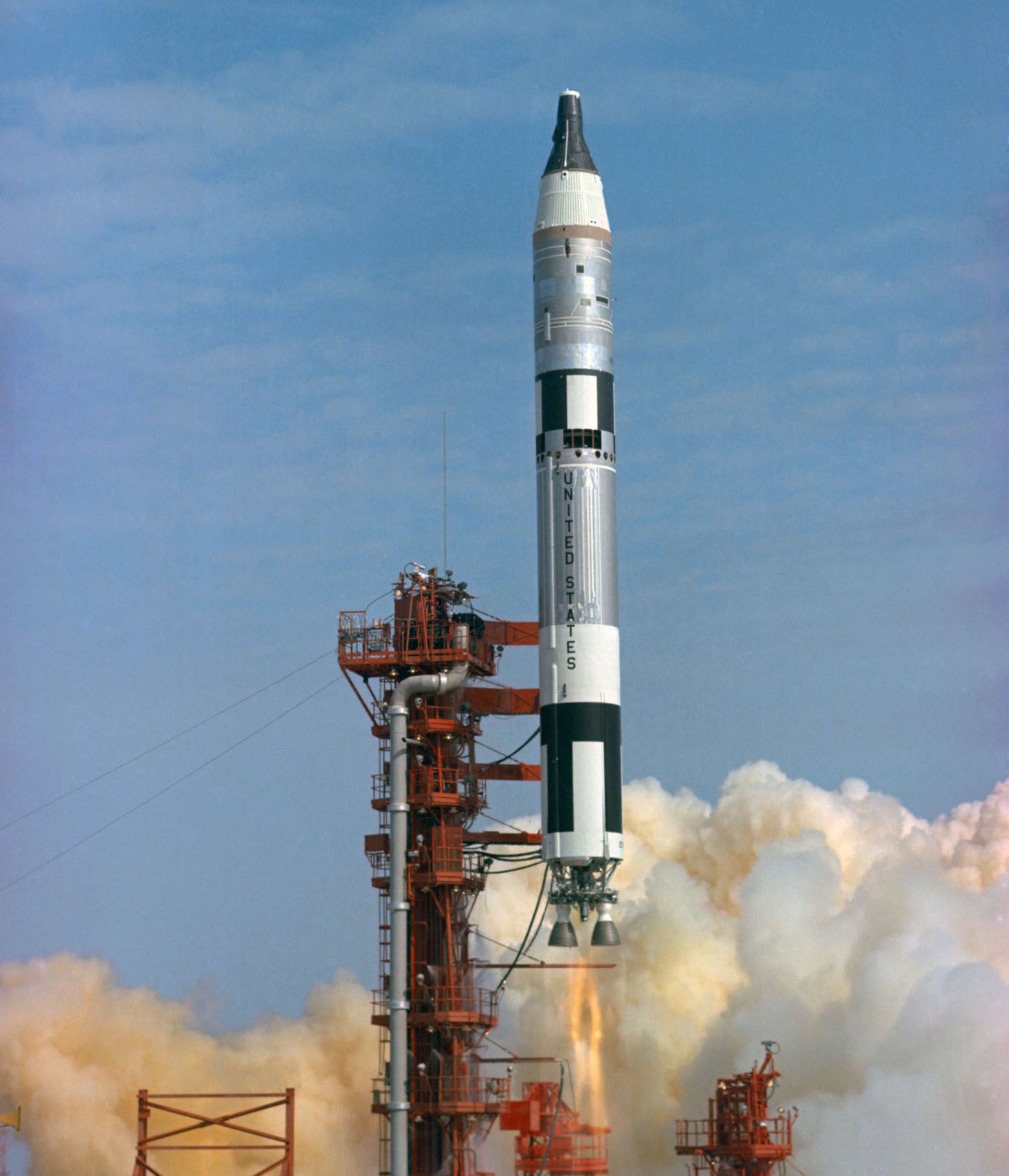
제미니 3호의 발사

## 같이 보기
- 우주 탐사
- 스플래시다운